# Coleophora brandbergella
Coleophora brandbergella là một loài bướm đêm thuộc họ Coleophoridae. Nó được tìm thấy ở Namibia.